# Suillus mediterraneensis
Suillus mediterraneensis es una especie de seta comestible perteneciente al género Suillus. Originalmente nombrado Boletus mediterraneensis en 1969, fue transferido al género Suillus en 1992.